# Stazione di Parona Lomellina
Stazione di Parona Lomellina vasútállomás Olaszországban, Lombardia régióban, Parona településen.

## Vasútvonalak
Az állomást az alábbi vasútvonalak érintik:
- Mortara–Milánó-vasútvonal

## Kapcsolódó állomások
A vasútállomáshoz az alábbi állomások vannak a legközelebb:
- Stazione di Mortara
- Stazione di Vigevano